# Chandisthan
Chandisthan (nep. चण्डीस्थान) – gaun wikas samiti w zachodniej części Nepalu w strefie Gandaki w dystrykcie Lamjung. Według nepalskiego spisu powszechnego z 2001 roku liczył on 411 gospodarstw domowych i 1929 mieszkańców (1039 kobiet i 890 mężczyzn).